# 阿戴·塔維爾
阿戴•塔维尔（德語：Adel Salah Mahmoud Eid El-Tawil，1978年8月15日—）出生於柏林，德国歌手、词曲作者和制作人。除了他的独唱生涯，他还是德国流行二人组Ich + Ich的一员，也是男孩乐队The Boyz的前成员。

## 經歷

### 早年生活
塔维尔出生于柏林。他的父亲Salah Tawil是埃及人，他的母亲是突尼斯人。他是三个孩子中的长子，有一个弟弟Hatem和一个妹妹Rascha。9年级去贝希特斯加登的学校游览期间在相邻的建筑物上添加涂鸦标签并造成财产损失后，他被学校开除。

### 进入乐坛
在1990年代末，Tawil是德国男孩乐队The Boyz的一员。自2004年以来，他和Annette Humpe组成了名为Ich+Ich的二人组。他们发行了三张专辑，Ich+Ich(2005)、Vom Selben Stern(2007)和Gute Reise(2009)。
2007年，Tawil与说唱歌手Azad合作发行了歌曲《越狱国歌 (Ich glaub'an dich)》，是德文版《越狱》的开场主题曲。他与Tobias Schenke再次单独出现在歌曲“Niemand hat gesagt”中。
2013年11月8日，他在德国发行了他的第一张个人专辑Lieder，并于2014年进行了巡回演出，同年与美国犹太歌手Matisyahu合作歌曲“Zuhause”。2015年7月，他与德国说唱组合SDP一起录制了他们的歌曲I just want you know。单曲于2015年7月27日发行。后Tawil作为嘉宾歌手参与了Sido的第六张录音室专辑VI。创作了歌曲“Home is the world is still in order”，虽然没有作为单曲发行，但由于个人下载量和流媒体播放量高，它登上了德国和瑞士排行榜。这首歌随后于 2016 年 3 月 2 日作为视频单曲发行。
2017年3月17日，Tawil发行了Bis hier und noch weiter和Is there同时发行他即将发行的专辑中的两首单曲So beautifully different。4月7日，第三张单曲《上帝在我身边》也紧随其后。专辑最终于2017年4月21日发行。在KC Rebell & Summer Cem的专辑“Maximum”中，Tawil 是歌曲Voll mein Ding的客串。
2019年4月12日，Tawil发行了Tu m'appelles，这是他第三张录音室专辑Alles Leben中的第一首单曲。他与德裔保加利亚歌手Peachy一起录制了这首歌。这首单曲进入了德国和瑞士的排行榜。2019年5月24日与Neues ich一起提前发行了专辑的第二首单曲。一个月后的2019年6月21日，Alles Leben终于发行了。

## 个人生活
2011年，Tawil在柏林的一个私人仪式上与他的长期女友Jasmin Weber结婚。2014年，他们分开了。他目前和他的女朋友莉娜住在一起。2018年，他成为父亲。

## 巡演
- 2014/15：Lieder Tour
- 2017/18:So schön anders Tour（如此美妙的不同之旅）
- 2019/20:Alles Lebt

## 奖项
- 德国音乐作家奖（German Music Authors' Prize）
  - 2011年，“年度流行”

- ECHO pop
  - 2010年，最佳年度/全国制作人团队
  - 2014年，年度新人